# 에이미 키팅 로저스
에이미 키팅 로저스(Amy Keating Rogers, 6월 17일 ~ )는 미국의 각본가이다. 파워퍼프걸과 마이 리틀 포니: 우정은 마법의 각본가로 유명하다. 프라임타임 에미상에서 티미의 못말리는 수호천사로 후보에 오른 적이 있다.

## 경력
- 덱스터의 실험실 (1996년)
- 파워퍼프걸 (1998년)
- 티미의 못말리는 수호천사 (2001년)
- 사무라이 잭 (2001년)
- 파워퍼프 걸 영화 (2002년)
- 상상 속 친구들의 모험 (2004년)
- 대니 팬텀 (2007년)
- 마이 리틀 포니: 우정은 마법 (2010-2012년, 2014년-현재)
- 브로니: 전혀 예상못한 마이 리틀 포니의 성인 팬들 (2013년)

## 참고 문헌
1. ↑  https://twitter.com/KeatingRogers/status/223045137385783296
2. ↑  “Daytime Entertainment Emmy Awards - 37th Annual Nominations Announcement”. The National Academy of Television Arts and Sciences. 2010년 11월 22일에 원본 문서에서 보존된 문서. 2014년 8월 17일에 확인함.